# گریسون (آیووا)
گریسون (به انگلیسی: Garrison) شهری در ایالت آیووا کشور ایالات متحده آمریکا است که جمعیت آن در سرشماری سال ۲۰۱۰ میلادی، ۳۷۱ نفر بوده‌است.